# پاول شنک
پاول شنک (چکی: Pavel Schenk؛ زادهٔ ۲۷ ژوئن ۱۹۴۱) بازیکن والیبال اهل چکسلواکی بود.